# Veliko putovanje (1958.)
Veliko putovanje je hrvatski i jugoslavenski dugometražni igrani film za djecu snimljen 1958. godine u režiji i po scenariju Ivana Hetricha, a u produkciji Zora filma. Sudeći po dokumentaciji (plakati, programske knjižice) postoji i kratka igrana verzija ovog filma (od 7 minuta) koju je Zora Film reklamirala i distribuirala zajedno s drugim filmom iz vlastite produkcije - Klempo u režiji Nikole Tanhofera. Direktor fotografije i snimatelj filma je legendarni redatelj i filmski autor Oktavijan Miletić. Za njegovu kameru u filmu filmski teoretičar Krešimir Mikić kaže: "To je film u kojem je kamera korektna, dobre kompozicije kadra, funkcionalnih pokreta kamere i klasično građenog svjetla. Rekli bismo zanatski korektno snimljeno." Glazbu je skladao Branimir Sakač, a zvuk je montirala Tea Brumšmid. Zanimljivost je također da je plakat i programsku filmsku knjižicu oblikovao poznati poljski dizajner Marian Stanchurski.

## Uloge
- Zoi Jacopulos
- Siniša Bobinac
- Panos Jacopulos
- Drago Krča
- Živko Zalar
- Mate Ergović
- Panos Jacopulos
- Mate Jelić
- Ivo Kadić
- Franjo Fruk
- Zvonimir Ferenčić
- Antun Nalis
- Marija Marlić

## Sadržaj
Film prati bijeg dvojice nestašnih učenika u Ameriku, a koji zbog nepoznavanja zemljopisa, stižu u Rijeku i greškom se ukrcavaju na brod za Rab.

## Vanjske poveznice
IMDb – Zora Film - Filmografija